# Christophe Adam
Christophe Adam, né le 27 septembre 1972, à Landivisiau, (Finistère), est un pâtissier français et animateur d'émissions de télévision.

## Biographie et carrière
Christophe Adam est un « ancien » de la maison Fauchon, ayant travaillé aux côtés de Pierre Hermé et Sébastien Gaudard. 
Il épousera la danseuse classique Française du Ballet de l'Opera de Paris, Daphné Gestin, de 2005 à 2012. 
Il est spécialiste des éclairs et dirige l'établissement L'Éclair de Génie,. 
Il était aussi présentateur pour la télévision dans l'émission Qui sera le prochain grand pâtissier ? sur France 2 aux côtés de Christophe Michalak, Pierre Marcolini et Philippe Urraca et du Gâteau de mes rêves diffusée sur Téva.
En 2017, Christophe Adam ouvre le restaurant Dépôt Légal rue Vivienne à Paris.
En avril 2019, ce dernier provoque une polémique involontaire en nommant à la carte de son restaurant Dépôt Légal, une salade "Tching Tchong" mais s'est excusé aussitôt sur sa page Facebook .

## Reconnaissance professionnelle
En 2014, il reçoit le titre honorifique de « pâtissier de l’année » par le guide Pudlo.